# Hans-Peter Schwarz
Hans-Peter Schwarz es un deportista alemán que compitió en vela en la clase Flying Dutchman. Ganó siete medallas en el Campeonato Mundial de Flying Dutchman entre los años 1997 y 2017, y dos medallas en el Campeonato Europeo de Flying Dutchman, en los años 2000 y 2003.

## Palmarés internacional
| Campeonato Mundial | Campeonato Mundial               | Campeonato Mundial | Campeonato Mundial |
| Año                | Lugar                            | Medalla            | Clase              |
| ------------------ | -------------------------------- | ------------------ | ------------------ |
| 1997               | San Petersburgo (Estados Unidos) | Medalla de bronce  | Flying Dutchman    |
| 2000               | Durban (Sudáfrica)               | Medalla de plata   | Flying Dutchman    |
| 2001               | Gilleleje (Dinamarca)            | Medalla de bronce  | Flying Dutchman    |
| 2002               | Tavira (Portugal)                | Medalla de plata   | Flying Dutchman    |
| 2003               | Melbourne (Australia)            | Medalla de bronce  | Flying Dutchman    |
| 2006               | San Petersburgo (Estados Unidos) | Medalla de plata   | Flying Dutchman    |
| 2017               | Scarlino (Italia)                | Medalla de plata   | Flying Dutchman    |
| Campeonato Europeo |                                  |                    |                    |
| Año                | Lugar                            | Medalla            | Clase              |
| 2000               | Rio Marina (Italia)              | Medalla de plata   | Flying Dutchman    |
| 2003               | Dervio (Italia)                  | Medalla de plata   | Flying Dutchman    |